# Marco da Nizza
Frate Marco da Nizza, in spagnolo Marcos de Niza (Nizza, 1495 circa – Città del Messico, 25 marzo 1558), è stato un esploratore e francescano italiano.
Fu il primo ad affermare l'esistenza delle sette città di Cibola; le sue dichiarazioni spinsero il viceré spagnolo Antonio de Mendoza ad effettuare una spedizione in cerca di ricchezze. Nel 1531 Marco da Nizza lasciò l'Europa per raggiungere le Americhe. Prese parte alla spedizione in Perù capitanata da Francisco Pizarro ed assistette alla sconfitta dell'impero Inca. Dopo un soggiorno in Guatemala, nel 1536 arrivò nel Messico. In quel periodo i racconti di Álvar Núñez Cabeza de Vaca circa i ricchi popoli indigeni, impressionarono a tal punto il viceré Antonio de Mendoza che questi decise di incaricare il frate di esplorare la zona nord del Messico. La spedizione durò dal 1536 al 1539 e in questo periodo il frate ebbe modo di fare conoscenza del popolo Zuñi dal quale apprese racconti circa l'esistenza delle sette città dorate di Cibola. Nel 1539 a fianco dell'esploratore Estevanico (un ex schiavo moresco assai ambizioso e ansioso di ottenere ricchezza e prestigio al cospetto degli ex padroni) andò alla ricerca di questo luogo e raggiungendo nuovamente le mesas Zuni, ma, quando il compagno venne ucciso dagli stessi Zuni di Hawikkuh (furiosi per la sua arroganza e per la sua pretesa di impossessarsi dei loro beni e abusare delle loro donne), dovette far ritorno a Città del Messico.
Qui fece il resoconto dei suoi spostamenti, parlando dell'esistenza del regno dorato e millantando di averlo trovato; è ragionevolmente ipotizzabile che egli facesse assegnamento sull'assegnazione di una scorta militare per poter tornare fra i Pueblos occidentali (Zuñi e Hopi) e dedicarsi alla loro più o meno spontanea conversione. A questo punto il viceré incaricò Francisco Vázquez de Coronado di organizzare una spedizione via terra alla ricerca di questo luogo; frate Marco venne incaricato di accompagnarlo. All'esploratore Hernando de Alarcón venne chiesto invece di preparare in congiungimento una spedizione via mare. Nel 1540 Alcarcón salpò da Acapulco mentre il contingente di Coronado partì da Compostela. Una volta raggiunta Cibola, ben presto fu chiaro però che Marco da Nizza si era sbagliato. Le città dorate altro non erano che poveri villaggi popolati da indigeni. Il frate venne così dismesso e mandato indietro con disonore, la sua reputazione distrutta. Dopo gli accadimenti, si ritirò in un convento dove visse in solitudine fino alla sua morte, nel 1558. Molti storici nei secoli a venire si sono occupati della vicenda di questo frate e del madornale errore circa l'esistenza delle sette città dorate di Cibola. A tutt'oggi c'è la volontà di fare piena luce circa le circostanze e le ragioni che hanno portato agli avvenimenti di quell'anno.